# Oreille relative
L’oreille relative est la faculté d'identifier un intervalle entre deux notes de musique. Elle implique la faculté d'identifier une note à partir d'une note de référence donnée. Ainsi, si un chanteur possède l'oreille relative, il peut chanter une mélodie à partir d'une partition musicale uniquement en lui donnant une note de référence. L'oreille relative implique une mémoire à long terme des intervalles musicaux.
L'oreille absolue est la faculté d'identifier une note sans référence préalable.

## Reconnaissance d'intervalles
Certains professeurs de musique enseignent la capacité à reconnaître des intervalles en associant à chaque intervalle les deux premières notes d'une chanson populaire, ce qui exige l'élève à posséder l'oreille relative.